# Музей современного искусства Энди Уорхола
Музей современного искусства Энди Уорхола (словац. Múzeum moderného umenia Andyho Warhola, англ. Andy Warhol Museum of Modern Art , сокр. AWMMA) — музей в городе Медзилаборце, Словакия, посвящённый современному искусству. Назван в честь знаменитого американского художника современного искусства Энди Уорхола.

## История и деятельность
Музей был основан 1 сентября 1991 года по инициативе Джона Уорхола (брат Энди Уорхола), доктора Michal Bycko (Ph.D.), Fred Hughes и Vladimír Protivňák, а также Фонда визуальных искусств им. Энди Уорхола в Нью-Йорке (The Andy Warhol Foundation for the Visual Arts) и Министерства культуры Словакии.

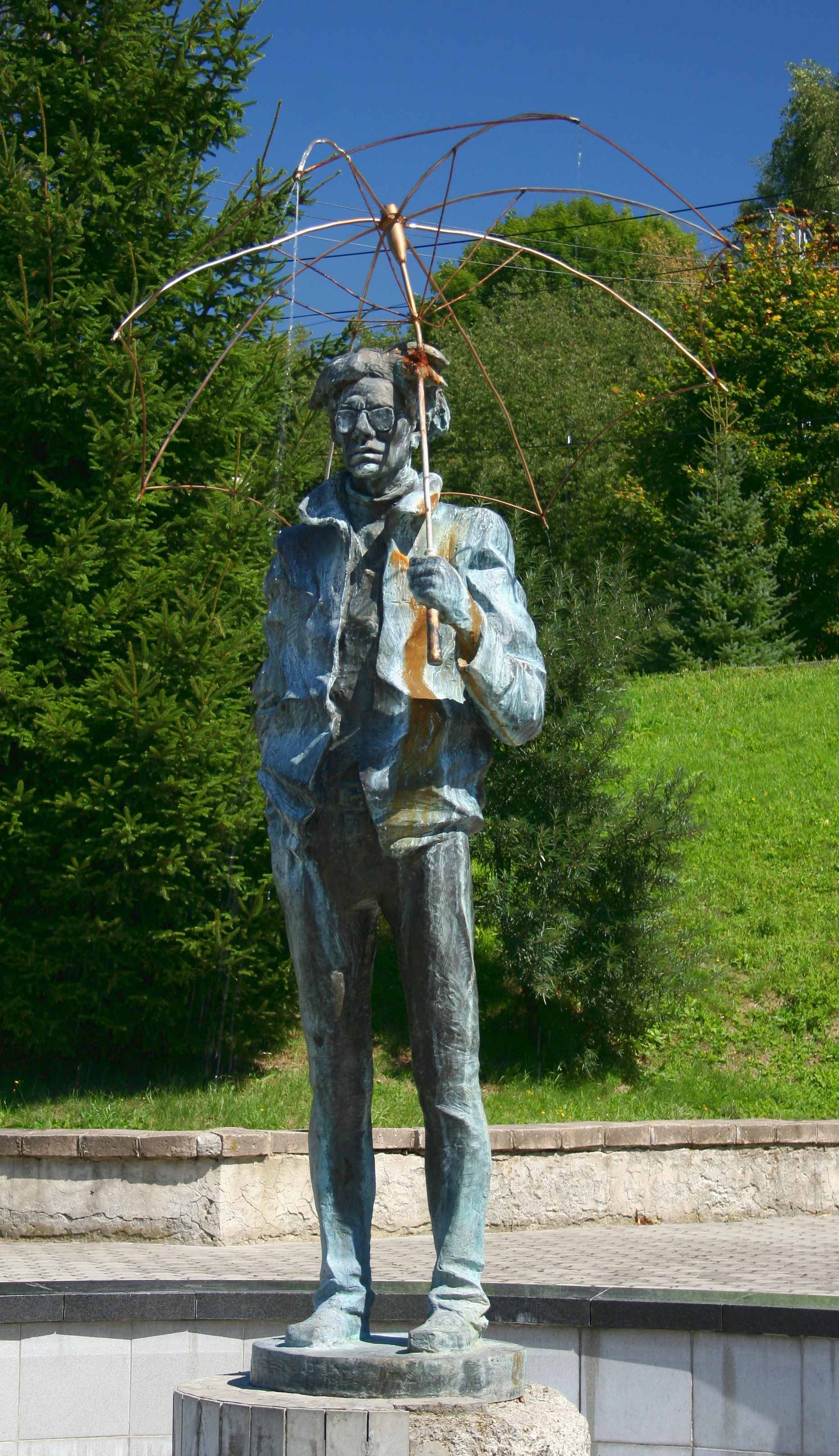
Памятник Энди Уорхолу возле музея

9 сентября 1991 года в музей были привезены первые 13 оригиналов работ Энди Уорхола, которые сопровождал Джей Шрайвер (Jay Shriver), помощник Уорхола, член нью-йоркского Фонда визуальных искусств им. Энди Уорхола. 5 октября состоялось торжественное открытие выставки «Andy Warhol in the Country of His Parents», в которой приняли участие Джон Уорхол и Ладислав Снопко, министр культуры Словацкой Республики.
В 2001 году в состав учредителей музея вошел Прешовский самоуправляемый регион. 16 ноября 2002 года на площади перед музеем был открыт памятник Энди Уорхолу высотой 230 сантиметров работы Юрая Бартуша (Juraj Bartusz).
В 2011 году, во время празднования 20-летия музея, была установлена мемориальная доска Джону Уорхолу. В 2016 году Музей современного искусства имени Энди Уорхола отметил 25-летие со дня своего основания — по этому случаю музей посетил племянник Энди Уорхола Дональд Уорхол (Donald Warhol) с семьёй.

## Экспозиция

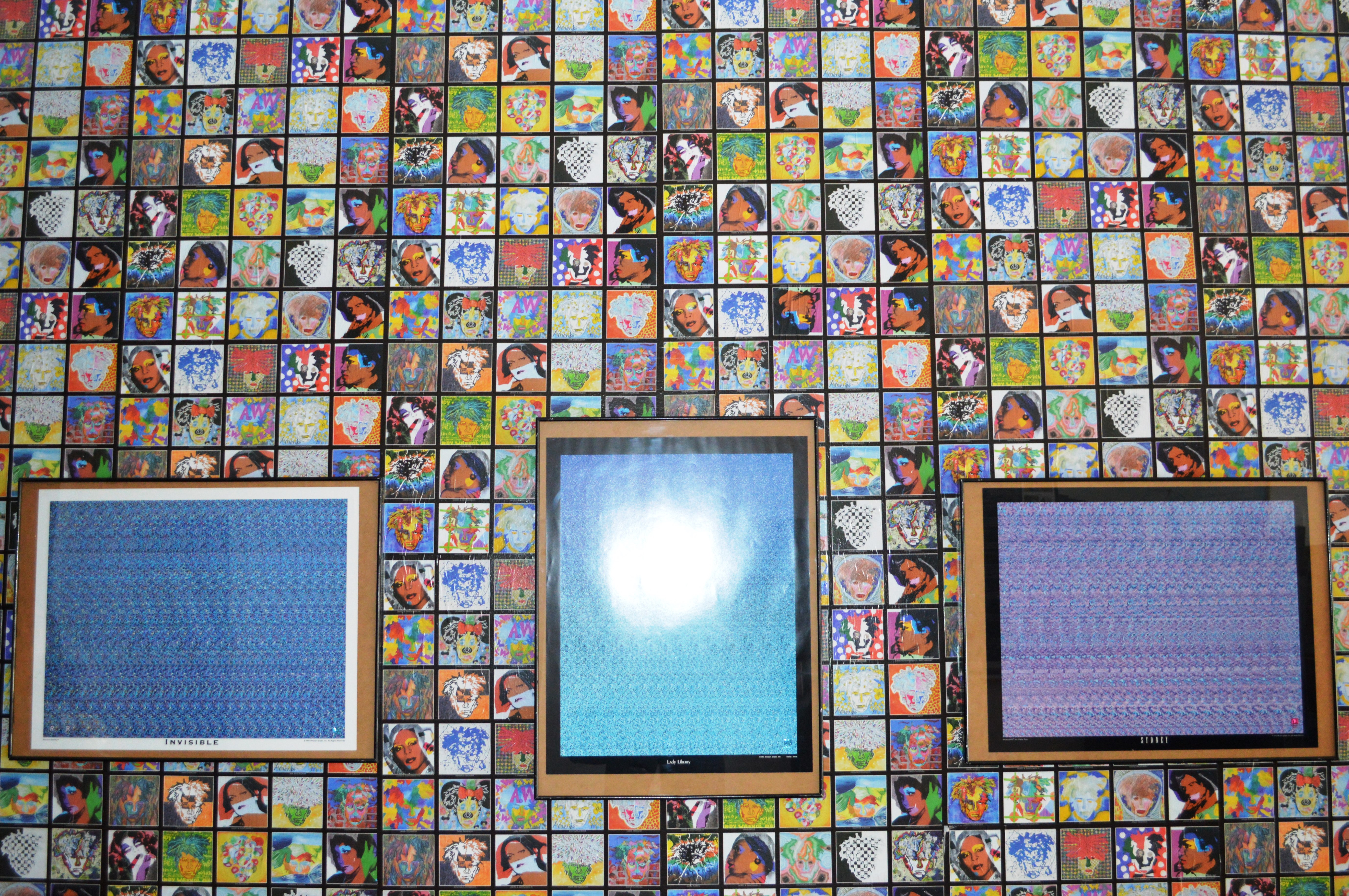
Один из залов музея

В настоящее время экспозиционная часть музея разделена на три части:
- В первой части представлены работы еще одного брата Энди Уорхола — Пола Уорхола (Paul Warhola)[6] и его сына Джеймса[англ.]. Пол был художником-любителем, а его сын Джеймс стал профессиональным художником и иллюстратором.
- Вторая часть содержит подлинные материалы о происхождении Энди Уорхола — документы, которые свидетельствуют о русинских корнях художника: его мать и отец (Эндрю и Джульетта Уорхол) были родом из села Микова у Стропкова на северо-востоке современной Словакии, в котором родились и крестились Пол, Джон и Энди.
- Третья выставочная часть музея представлена работами Энди Уорхола и состоит из произведений, предоставленных музею Фондом визуальных искусств им. Энди Уорхола в Нью-Йорке, а также произведений из частных коллекций. В экспозиции представлены все творческие периоды художника, большинство работ выполнены трафаретной печатью. В числе наиболее важных произведений — портреты Лилиан Картер[англ.] (1977), Kimiko Powers (1981), Ингрид Бергман (1983), Милдред Шеель (1980), Святой Аполлонии (Saint Apollonia, 1984), Теодора Рузвельта (1986), Ханса Кристиана Андерсена (1987), лидера группы «Роллинг Стоунз» Мика Джаггера (1975) и другие. Среди работ коммунистической тематики представлены картины «Серп и молот» (1976) и «Красный Ленин» (1987). Всего в словацком музее Энди Уорхола насчитывается 160 постоянных работ и артефактов художника.